# Emiliano Ghan
Emiliano Ghan, vollständiger Name Emiliano Michael Ghan Carranza, (* 5. Juni 1995 in Canelones) ist ein uruguayischer Fußballspieler.

## Karriere
Mittelfeld- bzw. Offensivakteur Ghan steht mindestens seit der Saison 2014/15 im Erstligakader des Danubio FC. In der Copa Sudamericana 2014 bestritt er eine Partie (kein Tor). Sein Debüt in der Primera División feierte er unter Trainer Leonardo Ramos am 15. Februar 2015 beim 1:0-Auswärtssieg gegen Racing mit einem Startelfeinsatz. In der Spielzeit 2014/15 lief er in insgesamt drei Erstligaspielen (kein Tor) und vier Begegnungen (kein Tor) der Copa Libertadores 2015 auf. Während der Apertura 2015 folgten drei weitere Erstligaeinsätze (kein Tor) für Danubio. Im Januar 2016 wechselte er sodann auf Leihbasis zum Zweitligisten Villa Española. In der Clausura absolvierte er bei den Montevideanern zehn Ligaspiele (ein Tor) und stieg mit dem Klub in die Primera División auf. Anfang Juli 2016 kehrte er zu Danubio zurück. Während der Saison 2016 kam er in zwölf Erstligaspielen (zwei Tore) zum Einsatz.